# Mollet de Peralada
Mollet de Peralada település Spanyolországban, Girona tartományban. Mollet de Peralada Espolla, Rabós, Peralada, Masarac, Sant Climent Sescebes és Garriguella községekkel határos. Lakosainak száma 215 fő (2024).

## Népesség
A település népessége az elmúlt években az alábbi módon változott:
| Lakosok száma | 122  | 403  | 319  | 248  | 178  | 174  | 174  | 182  | 189  | 215  |
|               | 1717 | 1887 | 1936 | 1960 | 1986 | 2004 | 2009 | 2014 | 2019 | 2024 |